# Batalha de Lüshunkou
A Batalha de Lüshunkou (chinês simplificado: 旅順口之戰; em japonês: Ryojunkō-no-tatakai (旅順口の戦い)) foi uma batalha terrestre da Primeira Guerra Sino-Japonesa. Ocorreu em 21 de novembro de 1894, em Lüshunkou, Manchúria (posteriormente chamada de Porto Arthur, na atual Província de Liaoning, China) entre as forças do Império do Japão e a Dinastia Qing. Por vezes é referida arcaicamente em fontes ocidentais como a Batalha de Porto Arthur (esse nome agora é usado principalmente para a batalha de abertura da Guerra Russo-Japonesa em 1904).

## Antecedentes
Após a Batalha de Jiuliancheng no Rio Yalu, e subsequentes confrontos menores na Península de Liaodong, o objetivo estratégico do Japão era tomar a base naval fortemente defendida e estrategicamente importante de Lüshunkou, conhecida no Ocidente como "Porto Arthur". Esta estação naval havia levado dezesseis anos para o governo Qing construir, e era considerada superior a Hong Kong em suas instalações. Defendida por seu terreno montanhoso e fortalecida com fortificações e artilharia poderosa, era amplamente considerada uma fortaleza inexpugnável. Lüshunkou era também a única instalação com diques secos e equipamentos modernos capazes de reparar os navios de guerra da Frota de Beiyang, e sua perda significaria que a China não teria mais capacidade para reparar qualquer navio danificado em combate. A localização de Lüshunkou, na entrada do Golfo de Bohai, também significava que controlava as aproximações marítimas a Pequim.

## Fortificações chinesas
Os chineses haviam construído consideráveis fortificações na Península de Liaodong antes da guerra.
Em Jinzhou havia 4 canhões de 240 mm, 2 de 210 mm e 2 de 150 mm com 1 500 soldados.
Olender fornece um número alternativo de 2 700 em Jinzhou.
Em Dalian, os 5 fortes/baterias tinham 8 canhões de 240 mm, 4 de 210 mm, 6 de 150 mm e 2 de 120 mm, todos do tipo de carregamento pela culatra com aproximadamente 3 500 soldados.
Em Porto Arthur, as defesas chinesas eram consideravelmente mais extensas, consistindo em:
| Localizações       | 24cm Krupp | 20cm Canhão de cerco | 21cm Krupp | 9cm de campanha | TF (tiro rápido) | 16cm Krupp | 15cm Krupp | 12cm Krupp | Outros canhões ou características |
| ------------------ | ---------- | -------------------- | ---------- | --------------- | ---------------- | ---------- | ---------- | ---------- | --------------------------------- |
| Cauda do tigre     | 3          |                      | 2          | 24              |                  | 4          | 6          | 4          | 2 holofotes                       |
| Colina Erlong      |            |                      |            | 10              | 13               |            | 1          | 2          | 4 canhões armstrong 12 cm         |
| Colina do pinheiro |            | 2                    |            | 2               | 1                |            |            | 1          | 4 canhões de montanha             |
| Colina Dourada     | 3          |                      | 2          | 8               |                  |            |            |            | 2 de cerco 18 cm 4 de 9 cm        |
| Total              | 6          | 2                    | 4          | 44              | 14               | 4          | 7          | 7          |                                   |

Havia também mais de 50 canhões e morteiros de vários calibres, amplamente de 75-88mm dos tipos posicionais e de campanha. Isso era adicional a 15 metralhadoras e canhões revólver leves. Além disso, 78 minas navais estavam presentes em Porto Arthur.
Os fortes e defesas terrestres no total deveriam ter 22 000 soldados ao invés dos 14 000 máximo estacionados quando a luta chegou à Península de Liaodong.
Também existiam os fortes da colina Etse, que eram considerados os mais fortes guardando Porto Arthur, mas seus conteúdos e armamentos são desconhecidos.
Jowett afirma que havia 220 canhões de fortaleza ao redor de Lushunkou, o que indicaria que os fortes da colina Etse continham 57 canhões de vários calibres.

## A batalha
O Exército Imperial Japonês's Primeiro Exército Japonês sob o comando geral de Ōyama Iwao dividiu-se em dois grupos, com um grupo marchando para o norte como diversão para ameaçar a capital ancestral Qing de Mukden, e o outro marchando para o sul pela Península de Liaodong em direção a Lüshunkou. O Segundo Exército Japonês do Exército Imperial Japonês, com o Tenente-General Barão Yamaji Motoharu e General Nogi Maresuke desembarcaram em Pi-tse-wo (atual Pikou, Província de Liaoning, China) em 24 de outubro de 1894. Em 6 de novembro de 1894, as forças de Nogi tomaram a cidade murada de Jinzhou com muito pouca resistência. A Península de Liaodong se estreitava para apenas 2,5-milha (4 km) de largura logo após Jinzhou, então com a cidade nas mãos do Japão, Lüshunkou ficou isolada de suas aproximações terrestres.

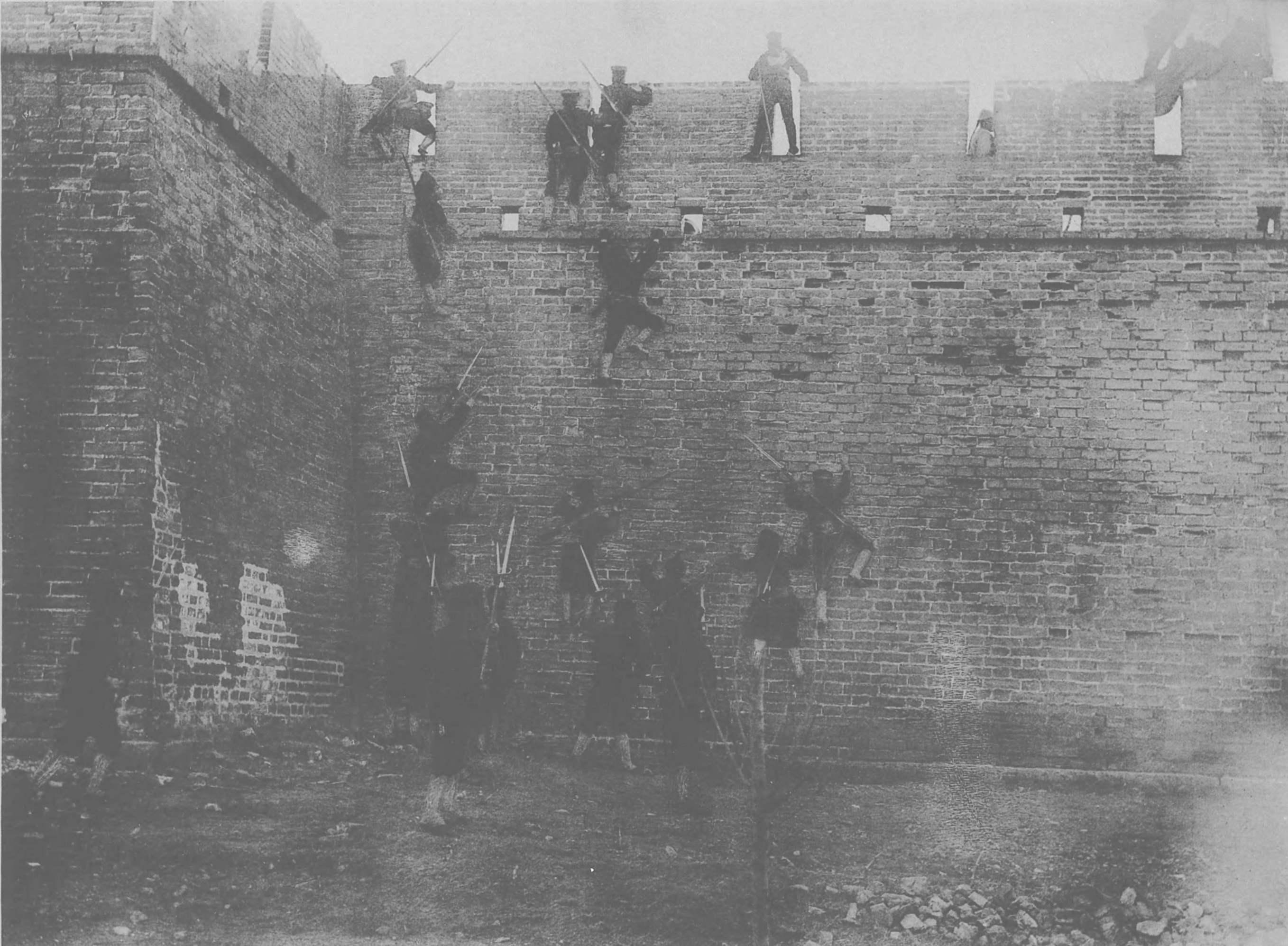
Soldados japoneses escalando as muralhas de Jinzhou

No dia seguinte, 7 de novembro de 1894, Nogi marchou para a cidade portuária de Dalian sem resistência, pois seus defensores haviam fugido para Lüshunkou na noite anterior. A captura intacta das instalações portuárias facilitou muito as linhas de suprimento japonesas, pois em sua pressa de partir, os defensores haviam até deixado para trás planos dos campo minados e detalhes das defesas de Lüshunkou. Para piorar as coisas para os defensores de Lüshunkou, a Frota de Beiyang havia recebido ordens do Vice-rei Li Hongzhang (baseado em Tianjin) para se retirar para Weihaiwei em vez de arriscar confronto com a Marinha Imperial Japonesa, e assim não foi capaz de desempenhar qualquer papel na defesa de sua base. Pior ainda, ao se retirar de Lüshunkou, o navio-almirante da Frota de Beiyang, o couraçado Zhenyuan, bateu nas rochas na entrada do porto de Weihaiwei e teve que ser encalhado. Como as únicas docas capazes de fazer reparos estavam em Lüshunkou, isso efetivamente o tirou de combate pelo resto da guerra.
Escaramuças nos arredores de Lüshunkou começaram em 20 de novembro de 1894, criando pânico entre os defensores, resultando em saques e destruição de propriedades. A maioria dos oficiais Qing fugiram em dois pequenos barcos que permaneceram no porto, deixando seus homens à própria sorte.
O assalto a Lüshunkou começou após a meia-noite de 21 de novembro de 1894. Sob fogo pesado, as forças japonesas haviam tomado todas as importantes defesas terrestres ao meio-dia do dia seguinte. As fortificações costeiras resistiram um pouco mais, mas a última caiu para os japoneses às 1 700 horas. Durante a noite de 22 de novembro de 1894, os defensores chineses sobreviventes desertaram de suas posições restantes, abandonando 57 peças de artilharia de grande calibre e 163 de pequeno calibre. As fortificações, estaleiros e um grande suprimento de carvão foram capturados em grande parte intactos pelos japoneses.
Quando as forças japonesas entraram na cidade, foram alvejadas de casas onde soldados chineses haviam se escondido e vestiram roupas civis para se misturar melhor com a população local. Os japoneses responderam com uma busca casa por casa, matando muitos homens adultos que ofereceram resistência.
As baixas chinesas foram oficialmente estimadas em 4 000 mortos. As perdas japonesas foram de 29 homens mortos e 233 feridos.

## Consequências da batalha
A velocidade da vitória japonesa em Lüshunkou foi considerada um ponto de virada na guerra pelos observadores ocidentais contemporâneos e foi um forte golpe ao prestígio do governo Qing. O governo chinês respondeu negando que a base naval havia caído, e despojou Li Hongzhang de seus títulos oficiais.

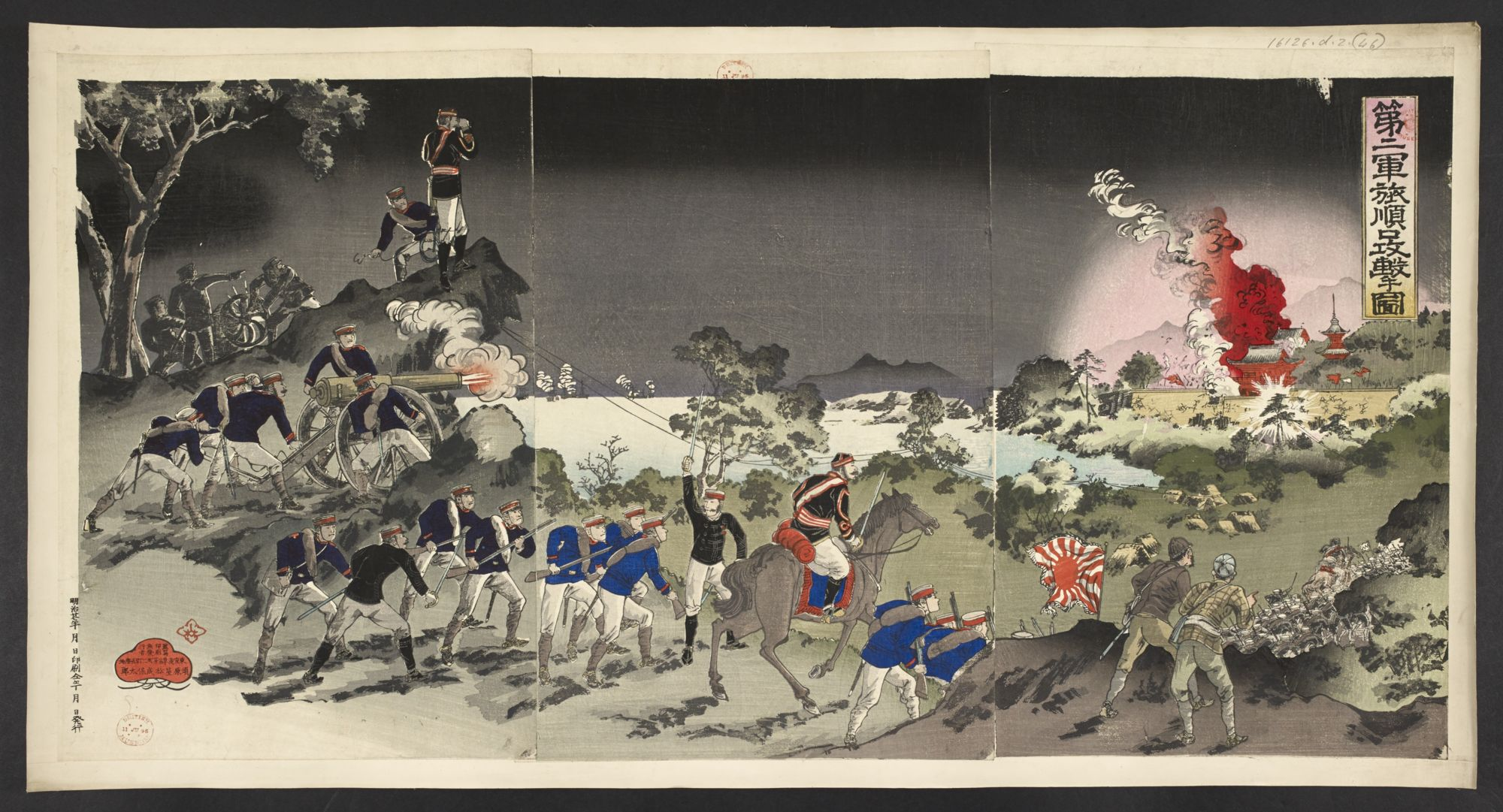
O ataque do 2º exército japonês sobre Lushunkou

No entanto, o prestígio japonês sobre a vitória foi temperado por relatos de massacre generalizado dos habitantes chineses da cidade pelas tropas japonesas vitoriosas, supostamente em resposta à tortura e tratamento assassino que os chineses haviam mostrado aos prisioneiros de guerra japoneses em Pyongyang e em outros lugares. O relatório foi altamente controverso, pois outros correspondentes presentes inicialmente negaram que tais eventos tivessem ocorrido por medo dos japoneses. A notícia de um massacre logo se espalhou entre o público ocidental, prejudicando a imagem pública do Japão e quase torpedoando os esforços em andamento do Japão para renegociar os tratados desiguais com os Estados Unidos. O evento passou a ser popularmente conhecido como o Massacre de Porto Arthur.